# Chapelle des Pénitents-Blancs de Monaco
 (août 2025).
La chapelle des Pénitents-Blancs (monégasque : capela d'i Batü̍ Gianchi) ou simplement des Blancs, surnommée la Casassa, est un ancien édifice religieux catholique situé à Monaco.

## Situation et accès
L'édifice était situé sur l'emplacement de l'actuel palais de justice de Monaco. Plus largement, il se trouvait sur le Rocher, au sud du territoire de la principauté de Monaco.

## Histoire
Lors de la construction du nouveau palais de justice de Monaco, une ancienne pièce de monnais frappée à Gênes est découverte sur l'emplacement. Elle date de l'époque où la seigneurie appartenait au roi de France. L'oratoire des Pénitents-Blancs est la plus ancienne association pieuse de Monaco, fondée au XVe siècle. Pendant la Révolution française, la chapelle est endommagée et réaffectée : siège d'un club populaire, salle de banquet, dépôt de blé. Elle est ensuite mise aux enchères en février 1808. Malgré l'opposition du maire, qui invoque les droits communaux, elle est adjugée le 7 mars 1808 à un juge de paix. Le bâtiment devient ensuite dépôt de voitures publiques, puis cave, puis logement avant d'être finalement démoli en 1924..

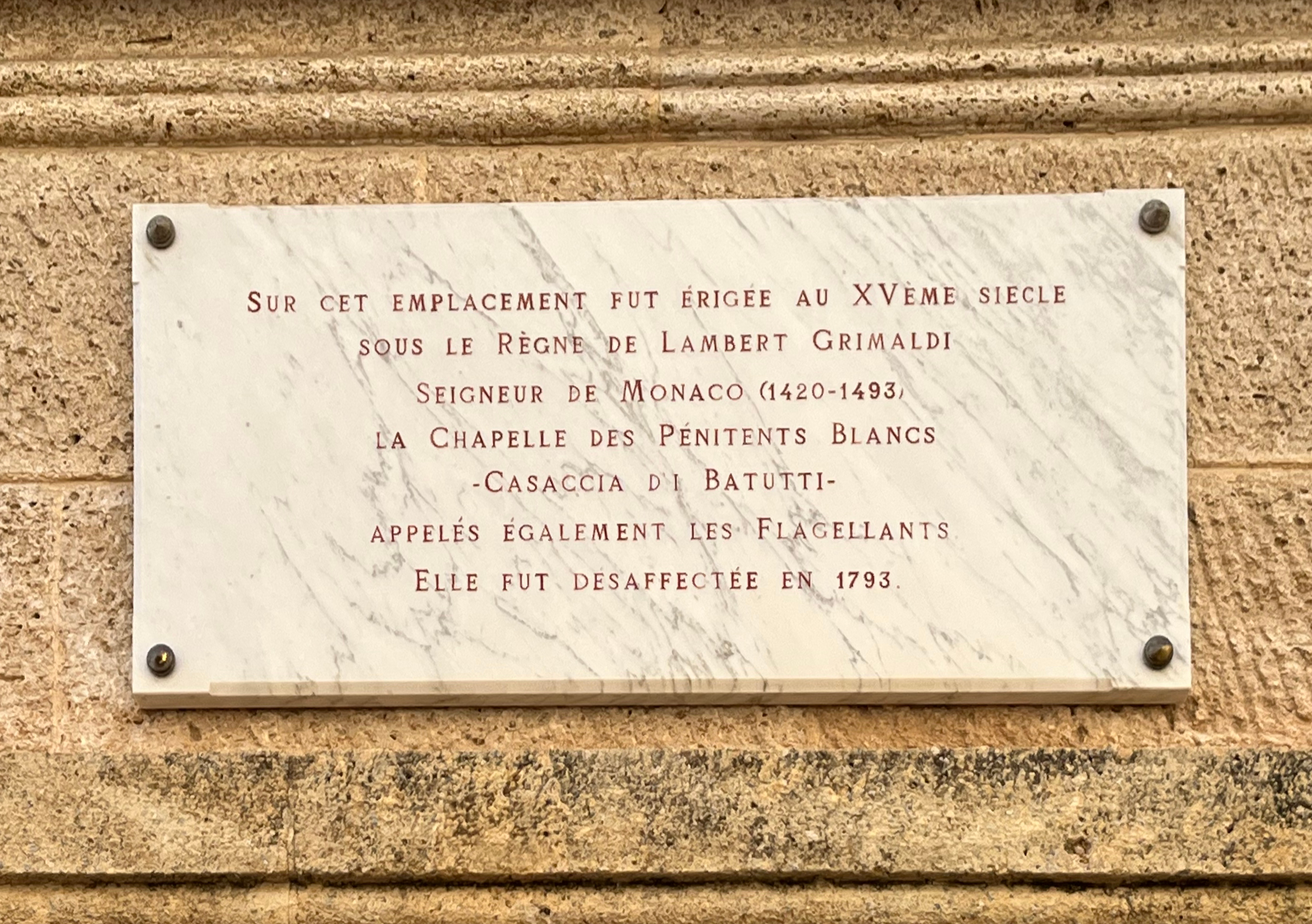
Plaque commémorative sur le palais de justice rappelant l'histoire de la chapelle.